# Charles Jasper Glidden
Charles Jasper Glidden, né le 29 août 1857 à Lowell (Massachusetts) et mort le 11 septembre 1927 à Boston, est un pionnier du téléphone et financier américain, pilote automobile notoire.

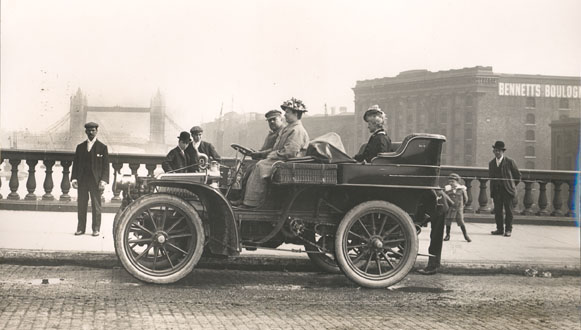
Charles Jasper et Lucy Glidden à Londres, pour leur premier tour du monde automobile (1902).

## Biographie

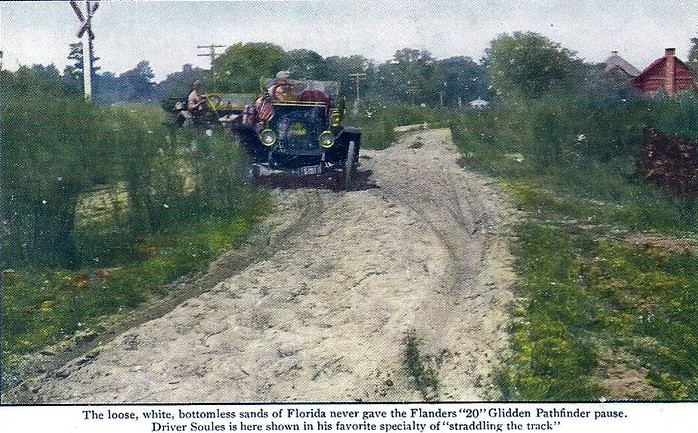
Une Flanders 20 lors du Glidden Tour 1911, organisé entre New York et Jacksonville (FL).

Sa vie professionnelle débute comme manager de la Atlantic-Pacific Telegraph Company, ce qui l'amène rapidement à collaborer parfois avec Alexander Graham Bell. Il va devenir le premier à privilégier la gent féminine au poste d'opératrices téléphonique, la voie masculine se prétant peu à ce genre d'exercice d'après son expérience, alors qu'il installe un réseau téléphonique à Manchester (New Hampshire). La première connexion téléphonique longue distance -Lowell (MA) - Boston- lui est due.
En 1901, il vend sa compagnie à Bell. La même année il part en voyage avec sa femme Lucy (épousée en 1878), pour le cercle arctique.
Toujours avec son épouse, il est le premier à effectuer un tour du monde à bord d'une automobile, sur Napier en 1902. L'ingénieur motoriste Charles Thomas de Rottingdean (Sussex) les accompagne. Le périple les conduit à travers 39 pays, sur 46 528 miles terrestres, en traversant de nombreuses contrées où aucun véhicule motorisé n'a encore jamais circulé. La voiture est parfois équipée de roues spéciales, pour pouvoir utiliser les réseaux de chemin de fer locaux. Le couple Glidden est impeccablement vêtu en toutes circonstances.
Ils récidivent leur exploit en 1908. Conscients des enjeux publicitaires de leurs déplacements, ils correspondent alors avec de nombreux journaux nationaux et internationaux.
En 1904, Charles Jasper prend activement part à la création de l'American Automobile Association, entre New York et St. Louis. L'AAA met en place le  "Glidden Reliability Tour", une épreuve de régularité annuelle organisée de 1905 à 1913 sur le continent nord-américain. Glidden offre à chaque édition 2 000 dollars US au vainqueur, et lui remet un trophée en argent, représentant deux femmes vêtues à l'antique qui supportent un globe terrestre. Le premier vainqueur est un certain Percy Pierce, sur Pierce-Arrow. Les épreuves se déroulent sur plusieurs centaines de milles. En 1946, le "Glidden Tour" est recréée par le Veteran Motor Car Club of America (le VMCCA), annuellement dans un cadre plus de tourisme, avec des voitures anciennes. Il est considéré comme le plus ancien et le plus prestigieux événement du genre aux États-Unis. Le gagnant reçoit encore le trophée d'argent que Charles Glidden attribua lui-même en 1905.
Après 1908, ce dernier s'intéressa à la promotion de l'aviation, en privilégiant les aérostats. Il pensait alors que les "plus légers que l'air" deviendraient aussi communs dans le ciel que des motocyclettes sur terre.